# XMMS
O X Multimedia System (Sistema multimédia do X), mais conhecido por XMMS é um programa de leitura áudio, bastante parecido com o Winamp. O XMMS é usado em sistemas Linux e outros unix-like. 

## História
XMMS foi originalmente escrito como X11Amp por Peter e Mikael Alm em Novembro de 1997. Ele foi criado para ser parecido como o Winamp, que foi lançado em Maio desse ano. Devido a isso o XMMS suporta skins do Winamp desde o seu lançamento. Originalmente foi lançado sobre uma licença que não permitia acesso ao código fonte, é agora lançado sobre a GNU General Public License.
Em 10 de Junho de 1999, o X11Amp foi renomeado para XMMS, a sigla de X MultiMedia System.
Pode-se dizer que o projeto encontra-se abandonado, pois desde 2007 não é lançada nenhuma nova versão, e também deixou de ser incluído em várias das principais distribuições linux.